# Le Drakkar des glaces
Le Drakkar des glaces est le sixième tome de la série de bande dessinée Les Mondes de Thorgal - La Jeunesse, dont le scénario a été écrit par Yann et les dessins et couleurs réalisés par Roman Surzhenko. L'album fait partie d'une série spin-off qui suit les aventures du jeune Thorgal avant la série principale éponyme.

## Synopsis
L'album débute par un flashback narrant les circonstances de la capture de Slive par Gandalf-le-fou.
Au village, Thorgal croise Hiérulf-le-penseur qu'il croyait mort. On lui apprend que Ramaha lui a effacé la mémoire. Il se rend donc chez elle mais la trouve agonisante, blessée par Gandalf. Ramaha affirme à Thorgal qu'Aaricia est morte et que son corps se trouve dans une crique non loin. Thorgal s'y rend et trouve le corps d'une femme blonde mais ne peut l'identifier car il est rejeté à la mer par une vague.
Gandalf, avant d'avoir blessé mortellement Ramaha, lui a fait confectionner un philtre d'amour qu'il compte donner à Slive. Mais en arrivant à la tour noire, il constate qu'elle est parvenue à s'échapper. Il se met à sa recherche.
Dans la forêt, Slive est pourchassée par les membres de la famille de Skald auquel elle a coupé la langue. Elle est touchée à l’œil par la mère du garçon. Sérieusement blessée, elle se rend à la capsule de survie pour se soigner et appeler au secours des membres de son peuple.
Désespéré, Thorgal est sur le point de se suicider quand la fille de Ramaha lui avoue que cette dernière lui a menti quant à la mort d'Aaricia.
De retour chez lui, un imposant eunuque oriental nommé Mehdi le conduit auprès d'Enyd, l'amie d'Aaricia. Elle lui raconte le naufrage du bateau et le recueil d'Aaricia et Isoline par des marchands orientaux.
Ayant réussi à contacter son peuple, Slive est recueillie par un drakkar mais doit rentrer immédiatement dans son royaume pour être soignée car elle est gravement blessée. Sa vengeance envers Gandalf attendra.
En questionnant Mehdi, Thorgal apprend que le bateau sur lequel se trouve Aaricia se rend chez Harald-à-la-dent-bleue, au pays des Danes.

## Publications
- Le Lombard, avril 2018  (ISBN 978-2803672462)

## Ventes
Le Drakkar des galces est tiré est à 60 000 exemplaires à sa sortie.